# Scotopteryx genistaria
Scotopteryx genistaria är en fjärilsart som beskrevs av Franz Dannehl 1927. Scotopteryx genistaria ingår i släktet backmätare, och familjen mätare. Inga underarter finns listade.